# 犬魔 (傳說生物)
犬魔（Barghest，亦稱為Bargtjest、Bo-guest、Bargheist、Bargeist、Barguist、Bargest及Barguest）源於英格蘭諾森伯蘭郡的民間傳說，是妖精的一種。其外觀描述通常為巨大的黑犬。但他亦可以變成無頭人、白猫、兔子、普通犬隻……等等。。
並非犬的惡靈、而是邪惡的妖精以犬的姿態顯現。

## 名稱來源
對於犬魔的英語——的字源，有多種說法，以下為最常見的幾種：
- 鬼在北英格蘭的發音為，所以這詞源於burh（英语：burh）-ghest，意指「該城市的幽靈」
- 源於德文（「山裡的幽靈」之意）或是（「熊的幽靈」之意）[2]
- 華特·司各特男爵認為是從德文引申出來（該詞的意思是「棺材的靈魂」）[1]

## 流行文化
犬魔在後世的角色扮演遊戲中時常扮演怪物的角色，例如龍與地下城的犬魔。
《Fate/Grand Order》作為4星Saber實裝。配音員︰井上麻里奈。